# Vampirii din Morganville
Vampirii din Morganville (engleză The Morganville Vampires) este o colecție de 15 cărți despre vampiri scrise de Rachel Caine.
Adolescenta Claire Danvers, trimisă de părinții ei pentru studii in orașul Morganville din Texas ( Claire având 16 ani, iar parinții necrezând-o îndeajuns de matură pentru a merge la o școala de prestigiu, ea fiind și foarte inteligentă) trebuie să se mute din cămin din cauza unui conflict cu fata bogată (in acelasi timp fiica primarului) a campusului. Se mută în Casa de Sticlă — numele primului volum —, unde începe aventura. Claire are parte de multe peripeții alături de prietenii săi Shane, Michael și Eve. Claire trăiește cu toate că viața îi este in pericol, o poveste de dragoste. Orașul Morganville este unul extrem de sinistru și nu știi la ce să te aștepți de la locuitorii acestuia.

## Volume
- Casa de sticlă (Glass Houses)
- Balul fetelor moarte (The Dead Girls’ Dance)
- Aleea întunericului (Midnight Alley)
- Banchetul nebunilor (Feast of Fools)
- Domnia Haosului (Lord Of Misrule)
- Carpe Corpus (Carpe Corpus)
- Stingerea (Fade Out)
- Sărutul morții (Kiss of Death)
- Ghost Town
- Bite Club
- Last Breath
- Black Dawn
- Bitter Blood
- Fall Of Night
- Daylighters